# Black is Black
Black is Black é uma canção da banda de Rock espanhola, Los Bravos do ano de 1966.
A canção chegou a disputar importantes posições nas paradas de sucesso da Inglaterra e dos Estados Unidos

## Outras versões
A versão em francês da canção, intitulada "Noir c'est noir", foi gravada por Johnny Hallyday e segurou o primeiro lugar na parada de singles da França por sete semanas no outono de 1966. Em 1967, foi a vez de Jerry Adriani, estimulado pelo sucesso da versão francesa, gravar uma versão em português, com letra escrita por Rossini Pinto, que ganhou o título de Quem Não Quer.
A canção também foi regravada pelo trio Francês, La Belle Epoque e lançado como um single de 1976, que chegou a número dois no Reino Unido,e chegou a número um na Austrália no ano seguinte. Ainda, em 1986 um remix da versão dos Los Bravos foi lançada e obteve relativo sucesso, inclusive no Brasil.